# Витратометрія свердловини
Витратометрія свердловини (від грец. μετρέω — вимірюю) (рос. расходометрия скважины; англ. Production logging; нім. Debitometrie f des Bohrloches m) — процес випробування видобувної (дебітометрія) або нагнітальної (власне витратометрія) свердловини з допомогою свердловинного (глибинного) витратоміра по товщині об'єкта розробки.
При дослідженні свердловин із метою оцінки дебіту в інтервалі перфорації застосовують три основні методи:
‒ тахометричний;
‒ термокондуктивний;
‒ акустичний.
Тахометричний метод ґрунтується на визначенні залежності частоти обертання датчика витрат (турбінки) від швидкості потоку газу або рідини, що рухається в камері датчика. 
Термокондуктивний метод вимірювання дебіту заснований на вимірюванні різниці температур стінки  нагрітого датчика та рухомого флюїду, при цьому необхідно знати фазовий і компонентний склад флюїду та його структуру у стовбурі свердловини.
Акустичні дослідження (шумометрія) дозволяють визначати межі пластів і пропластків, що експлуатуються, давати кількісну оцінку дебітів, наприклад, у випадку аварійного фонтанування газової свердловини. Найефективніше застосування акустичного каротажу (АК) при визначенні пористості гірських порід у необсаджених свердловинах.